# Vitanová
Vitanová je naseljeno mjesto u okrugu Tvrdošín u Žilinskom kraju u Slovačkoj.

## Stanovništvo
| Godina:     | 1994. | 2004.   | 2014.   | 2024.   |
| ----------- | ----- | ------- | ------- | ------- |
| Broj ljudi: | 1187  | 1232    | 1297    | 1319    |
| Razlika:    |       | +3,79 % | +5,27 % | +1,69 % |

| Godina:     | 2023. | 2024.   |
| ----------- | ----- | ------- |
| Broj ljudi: | 1314  | 1319    |
| Razlika:    |       | +0,38 % |

Prema podatcima o broju stanovnika iz 2024. godine naselje je imalo 1319 stanovnika.

## Vanjske poveznice
|  | Zajednički poslužitelj ima još gradiva o temi Vitanová |

- Službena stranica naselja (sl.)